# Fritz von Wettstein
Friedrich Wettstein, Ritter von Westersheim(b) (* 24. Juni 1895 in Prag; † 12. Februar 1945 in Trins, Tirol) war ein österreichisch-deutscher Botaniker. Sein offizielles botanisches Autorenkürzel lautet „F.Wettst.“.

## Leben
Fritz Wettstein war der Sohn des österreichischen Botanikers Richard Wettstein; sein Großvater mütterlicherseits war der Botaniker und Pflanzensoziologe Anton Kerner von Marilaun. Sein Bruder war der Zoologe Otto Wettstein-Westersheimb.
Er war ab 1925 Professor in Göttingen, ab 1931 in München und ab 1934 Direktor im Kaiser-Wilhelm-Institut für Biologie in Berlin-Dahlem.
Wettstein setzte sich für den Genetiker Hans Stubbe ein, der seit 1929 Abteilungsleiter am neugegründeten Kaiser-Wilhelm-Institut für Züchtungsforschung in Müncheberg war. 1936 warfen nationalsozialistisch eingestellte Mitarbeiter des Müncheberger Instituts Stubbe „politische Unzuverlässigkeit“ vor, weshalb er zunächst beurlaubt und schließlich zusammen mit seinen Kollegen Hermann Kuckuck und Rudolf Schick fristlos entlassen wurde. Fritz von Wettstein beschäftigte ihn daraufhin bis 1943 als wissenschaftlichen Mitarbeiter im Kaiser-Wilhelm-Institut für Biologie in Berlin-Dahlem. Aufgrund von Initiative von von Wettstein und Stubbe erfolgte 1943 die Gründung des Kaiser-Wilhelm-Instituts für Kulturpflanzenforschung in Wien-Tuttenhof, dessen Leitung Hans Stubbe übertragen wurde.
Er arbeitete besonders über plasmatische Vererbung bei Laubmoosen und dem Weidenröschen. Sheila F. Weiss urteilt über ihn: „Vor Beginn des Krieges haben Forscher wie ... FvW ... die NS-Rassenpolitik auf Fachtagungen im Ausland vertreten und damit ihre politische Nützlichkeit für das Reich erwiesen.“ („Ergebnisse“ Nr. 22, S. 4 und passim, engl., s. Weblinks)

## Ehrungen
Er wurde 1928 zum ordentlichen Mitglied der Göttinger Akademie der Wissenschaften, 1933 zum Mitglied der Bayerischen Akademie der Wissenschaften, 1935 zum ordentlichen Mitglied der Preußischen Akademie der Wissenschaften und 1936 zum Mitglied der Deutschen Akademie der Naturforscher Leopoldina gewählt.

## Schriften (Auswahl)
- Morphologie und Physiologie des Formwechsels der Moose auf genetischer Grundlage. Borntraeger, Leipzig 1928 (Bibliotheca genetica; 10).
- Biologie. In: Gustav Abb (Hrsg.): Aus fünfzig Jahren deutscher Wissenschaft. Die Entwicklung ihrer Fachgebiete in Einzeldarstellungen. de Gruyter, Berlin 1930, S. 400–407.
- Über plasmatische Vererbung. In: W. Kolle (Hrsg.): Erbbiologie. 11 Vorträge. Thieme, Leipzig 1935 (Wissenschaftliche Woche zu Frankfurt a. M. (2. Sept. 1934); 1).